# Bebe
Bebe, właśc. María Nieves Rebolledo Vila  (ur. 9 maja 1978 w Valencia de Alcántara) – hiszpańska piosenkarka.

## Życiorys
Urodziła się 9 maja 1978 jako María Nieves Rebolledo Vila w miejscowości Valencia de Alcántara, w regionie Estremadura w Hiszpanii. Jej rodzice byli członkami folkowego zespołu Surberina. Jej przełomowy album w Hiszpanii nosił tytuł Pafuera Telarañas, ale na scenie międzynarodowej zaczęła być rozpoznawana po tym, jak otrzymała nagrodę Best New Artist w ramach Grammy w 2005. W sumie nominowana była do pięciu nagród. Jej pierwszy singiel z płyty Pafuera Telarañas, "Malo" znalazł się na listach przebojów na całym świecie.

## Dyskografia
- 2004: Pafuera Telarañas
- 2009: Y punto
- 2012: Un Pokito de Rocanrol
- 2015: Cambio de Piel